# オステルリッツ高架橋
オステルリッツ高架橋 (Viaduc d'Austerlitz) は、フランスのパリ、セーヌ川に架かるメトロ5号線の鉄道橋である。
メトロのオステルリッツ駅とケ・ド・ラ・ラペ駅の間にある。この二つの駅は地上にあるので間にあるセーヌ川を越えるにはトンネルではなく、橋でなければならなかった。しかし、この付近には既にオステルリッツ橋があり新しく橋を架けるにはセーヌ川を航行する船の邪魔になる橋脚を設けるわけにはいかなかった。そのため採用されたのは二重の放物線を描く鋼鉄のアーチ橋だった。工事は1903年の11月から1904年の12月まで行われ、140mのスパンを持つアーチ橋が完成した。その後1936年により重い列車が通過できるように補強されている。橋の装飾はメトロのほかの構造物も手がけたジャン・カミーユ・フォルミゲに委ねられた。貝、イルカなどの海の生物とパリ市の紋章が取り入れられている。
左岸（オステルリッツ駅側）下流側の橋下にはル・コルビュジエ設計による「救世軍のボート」が常時停泊している（ページ内写真右下に見える船）。また同じく左岸側の橋の脇はビエーヴル川の暗渠がセーヌ川と合流する地点でもある。

## 交通
- メトロ5号線 ケ・ド・ラ・ラペ駅Quai de la Rapée下車
- メトロ5,10号線 オステルリッツ駅Gare d'Austerlitz下車

## 隣の橋
（上流）ベルシー橋―シャルル・ド・ゴール橋―オステルリッツ高架橋―オステルリッツ橋―シュリー橋（下流）